# 1749

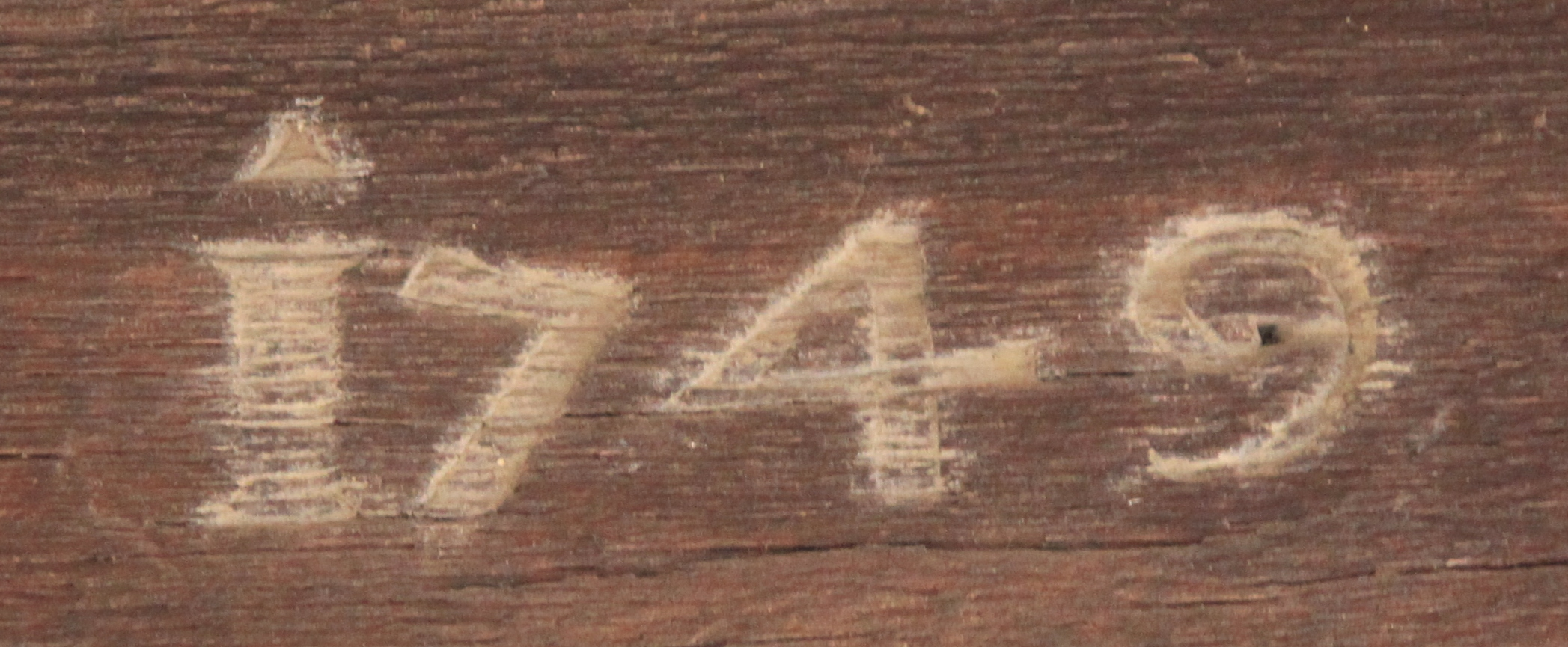
Llinda d'una casa de Besalú

## Esdeveniments
Països Catalans
- Publicació de les Instruccions per l'ensenyança de minyons, de Baldiri Reixac i Carbó.
- La Gran Redada, persecució massiva dels gitanos a Espanya.

Resta del món

## Naixements
Països Catalans
Resta del món
- 29 de gener: Rei Cristià VII de Dinamarca (m. 1808).
- 4 de febrer, Saragossa: Josefa Amar y Borbón, escriptora i destacada il·lustrada espanyola.[1]
- 23 de febrer, Kassel: Elisabeth Mara, soprano alemanya de gran habilitat tècnica (m.1833).[2]
- 3 de març, Honoré Gabriel Riqueti, comte de Mirabeau, escriptor i orador francès.
- 10 de març, Lorenzo da Ponte, poeta i llibretista italià (m. 1838)
- 11 de març, Tarragona: Bonaventura Prats, jesuïta català.
- 23 de març, Beaumont-en-Auge, Regne de França: Pierre-Simon Laplace, matemàtic francès (m. 1827).[3]
- 28 d'agost, Frankfurt del Main (Alemanya): Johann Wolfgang von Goethe, escriptor alemany (m. 1832).
- 17 de novembre, Châlons-en-Champagne, França: Nicolas Appert, inventor francès (m. 1841).
- 17 de desembre, Aversa, Regne de Nàpols: Domenico Cimarosa, compositor italià.
- Burgo de Osma, Espanya: Mariano Álvarez de Castro, militar.
- Jacques Cambry, escriptor i erudit bretó.

## Necrològiques
Països Catalans
- Barcelona, Pau Llinàs, mestre de capella que desenvolupà la seva activitat a Barcelona.

Resta del món
- 10 de setembre, Lunéville, Regne de França: Émilie du Châtelet, matemàtica, física i escriptora francesa (n. 1706).[4]
- 29 de setembre,Tongcheng, Zongyang, Anhui (Xina): Fang Bao (1668-1749) escriptor, poeta, acadèmic i filòsof xinès durant la primera etapa de la dinastia Qing (n. 1668).[5]